# 日本の鉄道駅一覧 お
| あ | い | う-え   | お        | か    | き | く-け |
| こ | さ | し-しも | しや-しん | す-そ | た | ち-て |
| と | な | に      | ぬ-の     | は    | ひ | ふ-ほ |
| ま | み | む-も   | や-わ行   |       |    |       |

日本の鉄道駅一覧 おは、日本の鉄道駅のうち、おで始まるものの一覧である。

## お

### おあ-おお
- 笈川駅（おいかわえき）
- 大池遊園駅（おいけゆうえんえき）
- 置賜駅（おいたまえき）
- 老津駅（おいつえき）
- 追良瀬駅（おいらせえき）
- 追分駅 (北海道)（おいわけえき・北海道旅客鉄道室蘭本線・石勝線）
- 追分駅 (秋田県)（おいわけえき・東日本旅客鉄道奥羽本線・男鹿線）
- 追分駅 (三重県)（おいわけえき・四日市あすなろう鉄道内部線）
- 追分駅 (滋賀県)（おいわけえき・京阪京津線）
- 追分口駅（おいわけぐちえき）
- 相可駅（おうかえき）
- 扇大橋駅（おうぎおおはしえき）
- 扇田駅（おうぎたえき）
- 扇町駅 (神奈川県)（おうぎまちえき・東日本旅客鉄道鶴見線）
- 扇町駅 (大阪府)（おうぎまちえき・大阪メトロ堺筋線）
- 王子駅（おうじえき・東日本旅客鉄道京浜東北線）
- 王寺駅（おうじえき・西日本旅客鉄道関西本線・和歌山線・近鉄生駒線）
- 王子駅前停留場（おうじえきまえていりゅうじょう）
- 王子保駅（おうしおえき）
- 王子神谷駅（おうじかみやえき）
- 王子公園駅（おうじこうえんえき）
- 網田駅（おうだえき・九州旅客鉄道三角線）
- 麻生田駅（おうだえき・三岐鉄道北勢線）
- 相知駅（おうちえき）
- 奥武山公園駅（おうのやまこうえんえき）
- 黄檗駅（おうばくえき・京阪宇治線）
- 黄檗駅（おうばくえき・西日本旅客鉄道奈良線）
- 青海駅 (新潟県)（おうみえき・えちごトキめき鉄道日本海ひすいライン）
- 近江今津駅（おうみいまづえき）
- 青海川駅（おうみがわえき）
- 近江塩津駅（おうみしおつえき）
- 近江神宮前駅（おうみじんぐうまええき）
- 近江高島駅（おうみたかしまえき）
- 近江長岡駅（おうみながおかえき）
- 近江中庄駅（おうみなかしょうえき）
- 近江八幡駅（おうみはちまんえき）
- 近江舞子駅（おうみまいこえき）
- 青梅駅（おうめえき）
- 青梅街道駅（おうめかいどうえき）
- 小江駅（おええき）
- 麻植塚駅（おえづかえき）
- 大麻駅（おおあさえき）
- 大麻生駅（おおあそうえき）
- 大阿太駅（おおあだえき）
- 大網駅（おおあみえき）
- 大洗駅（おおあらいえき）
- 大池駅（おおいけえき）
- 大池いこいの森駅（おおいけいこいのもりえき）
- 大井競馬場前駅（おおいけいばじょうまええき）
- 大石駅（おおいしえき）
- 大石田駅（おおいしだえき）
- 大泉駅 (福島県)（おおいずみえき・阿武隈急行線）
- 大泉駅 (富山県)（おおいずみえき・富山地方鉄道不二越線）
- 大泉駅 (三重県)（おおいずみえき・三岐鉄道北勢線）
- 大泉学園駅（おおいずみがくえんえき）
- 大磯駅（おおいそえき）
- 大分駅（おおいたえき）
- 大板井駅（おおいたいえき）
- 大分大学前駅（おおいただいがくまええき）
- 太市駅（おおいちえき）
- 大井町駅（おおいまちえき）
- 大岩駅（おおいわえき）
- 大内駅（おおうちえき）
- 大内山駅（おおうちやまえき）
- 大浦駅（おおうらえき）
- 大浦海岸通停留場（おおうらかいがんどおりていりゅうじょう）
- 大浦天主堂停留場（おおうらてんしゅどうていりゅうじょう）
- 大江駅 (愛知県)（おおええき・名古屋鉄道常滑線・築港線）
- 大江駅 (京都府)（おおええき・京都丹後鉄道宮福線）
- 大江高校前駅（おおえこうこうまええき）
- 大江橋駅（おおえばしえき）
- 大江山口内宮駅（おおえやまぐちないくえき）
- 大岡駅（おおおかえき）
- 大岡山駅（おおおかやまえき）
- 大神駅（おおがえき）
- 大街道停留場（おおかいどうていりゅうじょう）
- 大垣駅（おおがきえき）
- 大形駅（おおがたえき）
- 大金駅（おおがねえき）
- 大釜駅（おおかまえき）
- 大川駅（おおかわえき）
- 大川平駅（おおかわだいえき）
- 大川ダム公園駅（おおかわダムこうえんえき）
- 大河内駅（おおかわちえき）
- 大川野駅（おおかわのえき）
- 大河原駅 (京都府)（おおかわらえき・西日本旅客鉄道関西本線）
- 大河原駅 (宮城県)（おおがわらえき・東日本旅客鉄道東北本線）
- 大城駅（おおきえき）
- 青木駅（おおぎえき・阪神本線）
- 大木駅（おおぎえき・松浦鉄道西九州線）
- 大岸駅（おおきしえき）
- 大久喜駅（おおくきえき）
- 大草駅（おおくさえき）
- オークスカナルパークホテル富山前停留場（オークスカナルパークホテルとやままえていりゅうじょう）
- 大口駅（おおぐちえき）
- 大久保駅 (秋田県)（おおくぼえき・東日本旅客鉄道奥羽本線）
- 大久保駅 (東京都)（おおくぼえき・東日本旅客鉄道中央本線）
- 大久保駅 (京都府)（おおくぼえき・近鉄京都線）
- 大久保駅 (兵庫県)（おおくぼえき・西日本旅客鉄道山陽本線）
- 逢隈駅（おおくまえき）
- 大蔵谷駅（おおくらだにえき）
- 大倉山駅 (神奈川県)（おおくらやまえき・東急東横線）
- 大倉山駅 (兵庫県)（おおくらやまえき・神戸市営地下鉄山手線）
- 大桑駅 (栃木県)（おおくわえき・東武鬼怒川線）
- 大桑駅 (長野県)（おおくわえき・東海旅客鉄道中央本線）
- 大胡駅（おおごえき）
- 大越駅（おおごええき）
- 大在駅（おおざいえき）
- 大阪駅（おおさかえき）
- 大阪阿部野橋駅（おおさかあべのばしえき）
- 大阪上本町駅（おおさかうえほんまちえき）
- 大阪梅田駅 (阪急)（おおさかうめだえき・阪急神戸本線）
- 大阪梅田駅 (阪神)（おおさかうめだえき・阪神本線）
- 大阪貨物ターミナル駅（おおさかかもつターミナルえき）
- 大阪教育大前駅（おおさかきょういくだいまええき）
- 大阪空港駅（おおさかくうこうえき）
- 大阪港駅（おおさかこうえき）
- 大阪狭山市駅（おおさかさやましえき）
- 大阪城北詰駅（おおさかじょうきたづめえき）
- 大阪城公園駅（おおさかじょうこうえんえき）
- 大阪天満宮駅（おおさかてんまんぐうえき）
- 大阪難波駅（おおさかなんばえき）
- 大阪ビジネスパーク駅（おおさかビジネスパークえき）
- 大崎駅（おおさきえき）
- 大崎広小路駅（おおさきひろこうじえき）
- 大佐倉駅（おおさくらえき）
- 大里駅（おおさとえき）
- 大沢駅 (山形県)（おおさわえき・東日本旅客鉄道奥羽本線）
- 大沢駅 (新潟県)（おおさわえき・東日本旅客鉄道上越線）
- 大沢内駅（おおざわないえき）
- 大塩駅（おおしおえき）
- 大篠津町駅（おおしのづちょうえき）
- 大島駅 (岐阜県)（おおしまえき・長良川鉄道越美南線）
- 大島駅 (東京都)（おおじまえき・都営地下鉄新宿線）
- 大清水駅（おおしみずえき）
- 大蛇駅（おおじゃえき）
- 大庄駅（おおしょうえき）
- 大小路停留場（おおしょうじていりゅうじょう）
- 大白川駅（おおしらかわえき）
- 大須観音駅（おおすかんのんえき）
- 大杉駅（おおすぎえき）
- 大住駅（おおすみえき）
- 大隅大川原駅（おおすみおおかわらえき）
- 大隅夏井駅（おおすみなついえき）
- 大隅横川駅（おおすみよこがわえき）
- 大堰駅（おおぜきえき・西鉄甘木線）
- 大関駅（おおぜきえき・えちぜん鉄道三国芦原線）
- 大曽根駅（おおぞねえき）
- 大曽根浦駅（おおそねうらえき）
- 大嵐駅（おおぞれえき）
- 太田駅 (群馬県)（おおたえき・東武伊勢崎線・桐生線・小泉線）
- 太田駅 (香川県)（おおたえき・高松琴平電気鉄道琴平線）
- 大平駅（おおだいえき）
- 大高駅（おおだかえき）
- 太田川駅（おおたがわえき）
- 大多喜駅（おおたきえき・いすみ鉄道いすみ線）
- 大滝駅（おおたきえき・東日本旅客鉄道奥羽本線）
- 大滝温泉駅（おおたきおんせんえき）
- 大田切駅（おおたぎりえき）
- 大田口駅（おおたぐちえき）
- 大竹駅（おおたけえき）
- 大田郷駅（おおたごうえき）
- 大田市駅（おおだしえき）
- 大館駅（おおだてえき）
- 大谷駅 (滋賀県)（おおたにえき・京阪京津線）
- 大谷駅 (和歌山県)（おおたにえき・西日本旅客鉄道和歌山線）
- 太田部駅（おおたべえき）
- 大多羅駅（おおだらえき）
- 大津駅（おおつえき）
- 大塚駅 (東京都)（おおつかえき・東日本旅客鉄道山手線）
- 大塚駅 (広島県)（おおづかえき・広島高速交通広島新交通1号線）
- 大塚駅前駅（おおつかえきまええき）
- 大塚・帝京大学駅（おおつか・ていきょうだいがくえき）
- 大月駅（おおつきえき）
- 大津京駅（おおつきょうえき）
- 大津港駅（おおつこうえき）
- 大津市役所前駅（おおつしやくしょまええき）
- 大槌駅（おおつちえき）
- 大津町駅（おおつまちえき）
- 大鶴駅（おおつるえき）
- 大手町駅 (東京都)（おおてまちえき・東京地下鉄丸ノ内線・東西線・千代田線・半蔵門線・都営地下鉄三田線）
- 大手町駅 (愛媛県)（おおてまちえき・伊予鉄道高浜線・大手町線）
- 大手モール停留場（おおてモールていりゅうじょう）
- 大寺駅（おおてらえき）
- 大戸駅（おおとえき）
- 大堂津駅（おおどうつえき）
- 大通駅（おおどおりえき）
- 大歳駅（おおとしえき）
- 大戸瀬駅（おおどせえき）
- 大鳥羽駅（おおとばえき・西日本旅客鉄道小浜線）
- 大外羽駅（おおとばえき・養老鉄道養老線）
- 大泊駅（おおどまりえき）
- 大富駅（おおどみえき）
- 鳳駅（おおとりえき）
- 大鳥居駅（おおとりいえき）
- 大土呂駅（おおどろえき）
- 大中駅（おおなかえき）
- 大中山駅（おおなかやまえき）
- 大西駅（おおにしえき）
- 大庭駅（おおにわえき）
- 大貫駅（おおぬきえき）
- 大沼駅（おおぬまえき）
- 大沼公園駅（おおぬまこうえんえき）
- 大野駅（おおのえき）
- 大野浦駅（おおのうらえき）
- 多ノ郷駅（おおのごうえき）
- 大野下駅（おおのしもえき）
- 大野城駅（おおのじょうえき）
- 大野台駅（おおのだいえき）
- 大野原駅（おおのはらえき）
- 大野町駅（おおのまちえき）
- 大乗駅（おおのりえき）
- 大橋駅（おおはしえき・西鉄天神大牟田線）
- 大橋停留場（おおはしていりゅうじょう・長崎電気軌道本線）
- 大橋通停留場（おおはしどおりていりゅうじょう）
- 大畠駅（おおばたけえき）
- 大波止停留場（おおはとていりゅうじょう）
- 大羽根園駅（おおばねえんえき）
- 大原駅 (千葉県)（おおはらえき・東日本旅客鉄道外房線・いすみ鉄道いすみ線）
- 大原駅 (岡山県)（おおはらえき・智頭急行智頭線）
- 大原駅 (広島県)（おおばらえき・広島高速交通広島新交通1号線）
- 大張野駅（おおばりのえき）
- 大仁駅（おおひとえき）
- 大平下駅（おおひらしたえき）
- 大平台駅（おおひらだいえき）
- 大府駅（おおぶえき）
- 大袋駅（おおぶくろえき）
- 大更駅（おおぶけえき）
- 大船駅（おおふなえき）
- 大船渡丸森駅（おおふなとまるもりえき）
- 大保駅（おおほえき）
- 大歩危駅（おおぼけえき）
- 大堀駅（おおほりえき）
- 大濠公園駅（おおほりこうえんえき）
- 大間駅（おおまえき）
- 大前駅（おおまええき）
- 大曲駅（おおまがりえき）
- 大間越駅（おおまごしえき）
- 大町停留場 (北海道)（おおまちていりゅうじょう・函館市企業局交通部本線）
- 大町駅 (千葉県)（おおまちえき・北総鉄道北総線）
- 大町停留場 (富山県)（おおまちていりゅうじょう・富山地方鉄道富山市内軌道線）
- 大町駅 (広島県)（おおまちえき・西日本旅客鉄道可部線・広島高速交通広島新交通1号線）
- 大町駅 (香川県)（おおまちえき・高松琴平電気鉄道志度線）
- 大町駅 (佐賀県)（おおまちえき・九州旅客鉄道佐世保線）
- 大町西公園駅（おおまちにしこうえんえき）
- 大間々駅（おおままえき）
- 大海駅（おおみえき）
- 大甕駅（おおみかえき）
- 大三東駅（おおみさきえき）
- 大溝駅（おおみぞえき）
- 大三駅（おおみつえき）
- 大湊駅（おおみなとえき）
- 大宮駅 (埼玉県)（おおみやえき・東日本旅客鉄道東北新幹線・東北本線・高崎線・埼京線・川越線・東武野田線・埼玉新都市交通伊奈線）
- 大宮駅 (京都府)（おおみやえき・阪急京都本線）
- 大宮公園駅（おおみやこうえんえき）
- 大牟田駅（おおむたえき）
- 大村駅 (兵庫県)（おおむらえき・神戸電鉄粟生線）
- 大村駅 (長崎県)（おおむらえき・九州旅客鉄道大村線）
- 大村車両基地駅（おおむらしゃりょうきちえき）
- 大元駅（おおもとえき）
- 大森駅 (東京都)（おおもりえき・東日本旅客鉄道京浜東北線）
- 大森駅 (静岡県)（おおもりえき・天竜浜名湖鉄道天竜浜名湖線）
- 大森海岸駅（おおもりかいがんえき）
- 大森・金城学院前駅（おおもり・きんじょうがくいんまええき）
- 大森台駅（おおもりだいえき）
- 大森町駅（おおもりまちえき）
- 大屋駅（おおやえき・しなの鉄道線）
- 大矢駅（おおやえき・長良川鉄道越美南線）
- 大谷地駅（おおやちえき・札幌市営地下鉄東西線）
- 大矢知駅（おおやちえき・三岐鉄道三岐線）
- 大藪駅（おおやぶえき）
- 大山駅 (東京都)（おおやまえき・東武東上本線）
- 大山駅 (鹿児島県)（おおやまえき・九州旅客鉄道指宿枕崎線）
- 大山ケーブル駅（おおやまケーブルえき）
- 大山崎駅（おおやまざきえき）
- 大山寺駅 (神奈川県)（おおやまでらえき・大山観光電鉄大山鋼索線）
- 大和田駅 (埼玉県)（おおわだえき・東武野田線）
- 大和田駅 (大阪府)（おおわだえき・京阪本線）
- 大輪田駅（おおわだえき・近鉄田原本線）
- 大鰐駅（おおわにえき）
- 大鰐温泉駅（おおわにおんせんえき）

### おか-おこ
- 岡駅（おかえき）
- 男鹿駅（おがえき）
- 小垣江駅（おがきええき）
- 岡崎駅（おかざきえき）
- 岡崎公園前駅（おかざきこうえんまええき）
- 岡崎前駅（おかざきまええき）
- 岡地駅（おかじえき）
- 笑内駅（おかしないえき）
- 苧ヶ瀬駅（おがせえき）
- 岡田駅 (香川県)（おかだえき・高松琴平電気鉄道琴平線）
- 岡田駅 (愛媛県)（おかだえき・伊予鉄道郡中線）
- 緒方駅（おがたえき・九州旅客鉄道豊肥本線）
- 岡田浦駅（おかだうらえき）
- 御徒町駅（おかちまちえき）
- 岡寺駅（おかでらえき）
- おかどめ幸福駅（おかどめこうふくえき）
- 岡場駅（おかばえき）
- 岡花駅（おかばなえき）
- 岡部駅（おかべえき）
- 岡町駅（おかまちえき）
- 岡見駅（おかみえき）
- 岡本駅 (栃木県)（おかもとえき・東日本旅客鉄道東北本線）
- 岡本駅 (兵庫県)（おかもとえき・阪急神戸本線）
- 岡本駅 (香川県)（おかもとえき・高松琴平電気鉄道琴平線）
- 岡谷駅（おかやえき）
- 岡山駅（おかやまえき）
- 岡山駅前駅（おかやまえきまええき）
- 岡山貨物ターミナル駅（おかやまかもつターミナルえき）
- 緒川駅（おがわえき・東海旅客鉄道武豊線）
- 小川駅 (東京都)（おがわえき・西武国分寺線）
- 小川駅 (熊本県)（おがわえき・九州旅客鉄道鹿児島本線）
- 小川郷駅（おがわごうえき）
- 小川町駅 (埼玉県)（おがわまちえき・東日本旅客鉄道八高線・東武東上線）
- 小川町駅 (東京都)（おがわまちえき・都営地下鉄新宿線）
- 小城駅（おぎえき）
- 荻川駅（おぎかわえき）
- 荻窪駅（おぎくぼえき）
- 興津駅（おきつえき）
- 小木津駅（おぎつえき）
- 翁島駅（おきなしまえき）
- 荻野駅（おぎのえき・東日本旅客鉄道磐越西線）
- 荻布停留場（おぎのていりゅうじょう・万葉線高岡軌道線）
- 小木ノ城駅（おぎのじょうえき）
- 沖松島駅（おきまつしまえき）
- 荻生駅（おぎゅうえき）
- 尾久駅（おくえき・東日本旅客鉄道東北本線）
- 邑久駅（おくえき・西日本旅客鉄道赤穂線）
- 奥阿仁駅（おくあにえき）
- 奥泉駅（おくいずみえき）
- 奥大井湖上駅（おくおおいこじょうえき）
- 奥沢駅（おくさわえき）
- 小串郷駅（おぐしごうえき）
- 奥田駅（おくだえき）
- 奥田中学校前駅（おくだちゅうがっこうまええき）
- 奥多摩駅（おくたまえき）
- 奥町駅（おくちょうえき）
- 奥津軽いまべつ駅（おくつがるいまべつえき）
- 奥洞海駅（おくどうかいえき）
- 奥内駅（おくないえき）
- 奥中山高原駅（おくなかやまこうげんえき）
- 小国駅（おぐにえき）
- 奥新川駅（おくにっかわえき）
- 奥野谷浜駅（おくのやはまえき）
- 奥浜名湖駅（おくはまなこえき）
- 小倉駅 (京都府)（おぐらえき・近鉄京都線）
- 小倉台駅（おぐらだいえき）
- 桶川駅（おけがわえき）
- 小郡駅（おごおりえき）
- 越生駅（おごせえき）
- 小古曽駅（おごそえき）
- おごと温泉駅（おごとおんせんえき）
- 大畑駅（おこばえき）
- 大河端駅（おこばたえき）

### おさ-おそ
- 長駅（おさえき）
- 刑部駅（おさかべえき）
- 尾崎駅（おざきえき）
- 小作駅（おざくえき）
- 筬島駅（おさしまえき）
- 長都駅（おさつえき）
- 長船駅（おさふねえき）
- 納内駅（おさむないえき）
- 押上駅（おしあげえき）
- 小塩江駅（おしおええき）
- 男鹿高原駅（おじかこうげんえき）
- 押切駅（おしきりえき）
- 押野駅（おしのえき）
- 押部谷駅（おしべだにえき）
- 小島駅（おしまえき）
- 渡島砂原駅（おしまさわらえき）
- 渡島当別駅（おしまとうべつえき）
- 渡島沼尻駅（おしまぬまじりえき）
- 小島谷駅（おじまやえき）
- 忍海駅（おしみえき）
- 長万部駅（おしゃまんべえき）
- 尾白内駅（おしろないえき）

### おた-おと
- 小田駅 (岡山県)（おだえき・井原鉄道井原線）
- 小田駅 (島根県)（おだえき・西日本旅客鉄道山陰本線）
- 小田井駅（おたいえき）
- 小台停留場（おだいていりゅうじょう）
- お台場海浜公園駅（おだいばかいひんこうえんえき）
- 小高駅（おだかえき）
- 小田急相模原駅（おだきゅうさがみはらえき）
- 小田急多摩センター駅（おだきゅうたまセンターえき）
- 小田急永山駅（おだきゅうながやまえき）
- 小田栄駅（おださかええき）
- 大楽毛駅（おたのしけえき）
- 小田林駅（おたばやしえき）
- 小田渕駅（おだぶちえき）
- 小樽駅（おたるえき）
- 小樽築港駅（おたるちっこうえき）
- 小田原駅（おだわらえき）
- 落合駅 (東京都)（おちあいえき・東京地下鉄東西線）
- 落合川駅（おちあいがわえき）
- 落合南長崎駅（おちあいみなみながさきえき）
- 落居駅（おちいえき）
- 落石駅（おちいしえき）
- 小千谷駅（おぢやえき）
- 御茶ノ水駅（おちゃのみずえき）
- 乙川駅（おっかわえき）
- 小月駅（おづきえき）
- 乙供駅（おっともえき）
- 追浜駅（おっぱまえき）
- 音威子府駅（おといねっぷえき）
- 尾頭橋駅（おとうばしえき）
- 男川駅（おとがわえき）
- 音沢駅（おとざわえき）
- 落部駅（おとしべえき）
- 乙原駅（おとばるえき）
- 乙丸駅（おとまるえき）
- 乙女駅（おとめえき）
- 乙女坂駅（おとめざかえき）
- 踊場駅（おどりばえき）
- 音羽町駅（おとわちょうえき）

### おな-おの
- 尾奈駅（おなえき）
- 女川駅（おながわえき）
- 小名浜駅（おなはまえき）
- 御成門駅（おなりもんえき）
- 鬼瀬駅（おにがせえき）
- 鬼越駅（おにごええき）
- 鬼塚駅（おにづかえき）
- 小奴可駅（おぬかえき）
- 小野駅 (長野県)（おのえき・東日本旅客鉄道中央本線）
- 小野駅 (滋賀県)（おのえき・西日本旅客鉄道湖西線）
- 小野駅 (京都府)（おのえき・京都市営地下鉄東西線）
- 小野駅 (兵庫県)（おのえき・神戸電鉄粟生線）
- 小野駅 (長崎県)（おのえき・島原鉄道）
- 尾上高校前駅（おのえこうこうまええき）
- 尾上の松駅（おのえのまつえき）
- 小野上駅（おのがみえき）
- 小野上温泉駅（おのがみおんせんえき）
- 小野田駅（おのだえき）
- 小野田港駅（おのだこうえき）
- 小野新町駅（おのにいまちえき）
- 尾登駅（おのぼりえき）
- 小野町駅（おのまちえき）
- 尾道駅（おのみちえき）
- 小野屋駅（おのやえき）

### おは-おほ
- 姨捨駅（おばすてえき）
- 小波瀬西工大前駅（おばせにしこうだいまええき）
- 小幡駅（おばたえき・名古屋鉄道瀬戸線）
- 小俣駅 (三重県)（おばたえき・近鉄山田線）
- 小幡緑地駅（おばたりょくちえき）
- お花茶屋駅（おはなぢゃやえき）
- 御花畑駅（おはなばたけえき）
- 小浜駅（おばまえき）
- 小林駅 (兵庫県)（おばやしえき・阪急今津線）
- 小原駅（おばらえき）
- 飫肥駅（おびえき）
- 帯織駅（おびおりえき）
- 小櫃駅（おびつえき）
- 帯解駅（おびとけえき）
- 帯広駅（おびひろえき）
- 帯広貨物駅（おびひろかもつえき）
- 於福駅（おふくえき）
- 男衾駅（おぶすまえき）
- 小布施駅（おぶせえき）
- 尾幌駅（おぼろえき）

### おま-おも
- 小前田駅（おまえだえき）
- 小俣駅 (栃木県)（おまたえき・東日本旅客鉄道両毛線）
- 小見川駅（おみがわえき）
- 小村井駅（おむらいえき）
- 小村神社前駅（おむらじんじゃまええき）
- 御室仁和寺駅（おむろにんなじえき）
- 思川駅（おもいがわえき）
- 面影橋停留場（おもかげばしていりゅうじょう）
- 面白山高原駅（おもしろやまこうげんえき）
- おもちゃのまち駅
- 表参道駅（おもてさんどうえき）
- 尾盛駅（おもりえき）
- おもろまち駅

### おや-およ
- 親不知駅（おやしらずえき）
- 小柳駅 (石川県)（おやなぎえき・北陸鉄道石川線）
- 親鼻駅（おやはなえき）
- 小山駅（おやまえき）
- 小山田駅（おやまだえき）
- 尾山台駅（おやまだいえき）
- おゆみ野駅（おゆみのえき）

### おら-おろ
- 折居駅（おりいえき）
- 折尾駅（おりおえき）
- 織笠駅（おりかさえき）
- 折壁駅（おりかべえき）
- 折口駅（おりぐちえき）
- 下立駅（おりたてえき）
- 下立口駅（おりたてぐちえき）
- おりはた駅
- 折原駅（おりはらえき）
- 織部駅（おりべえき）
- 折本駅（おりもとえき）
- 折生迫駅（おりゅうざこえき）
- 折渡駅（おりわたりえき）
- オレンジタウン駅
- 小禄駅（おろくえき）
- 卸町駅 (宮城県)（おろしまちえき・仙台市地下鉄東西線）
- 卸町駅 (福島県)（おろしまちえき・阿武隈急行線）

### おわ-おん
- 尾鷲駅（おわせえき）
- 大和田駅 (静岡県)（おわだえき・大井川鐵道大井川本線）
- 尾張旭駅（おわりあさひえき）
- 尾張一宮駅（おわりいちのみやえき）
- 尾張瀬戸駅（おわりせとえき）
- 尾張星の宮駅（おわりほしのみやえき）
- 尾張森岡駅（おわりもりおかえき）
- 尾張横須賀駅（おわりよこすかえき）
- 遠賀川駅（おんががわえき）
- 遠賀野駅（おんがのえき）
- 御宿駅（おんじゅくえき）
- 恩田駅（おんだえき）
- 御嶽山駅（おんたけさんえき）
- 恩智駅（おんぢえき）
- 音別駅（おんべつえき）